# 張清
張 清（ちょう せい）は、中国の小説で四大奇書の一つである『水滸伝』の登場人物。

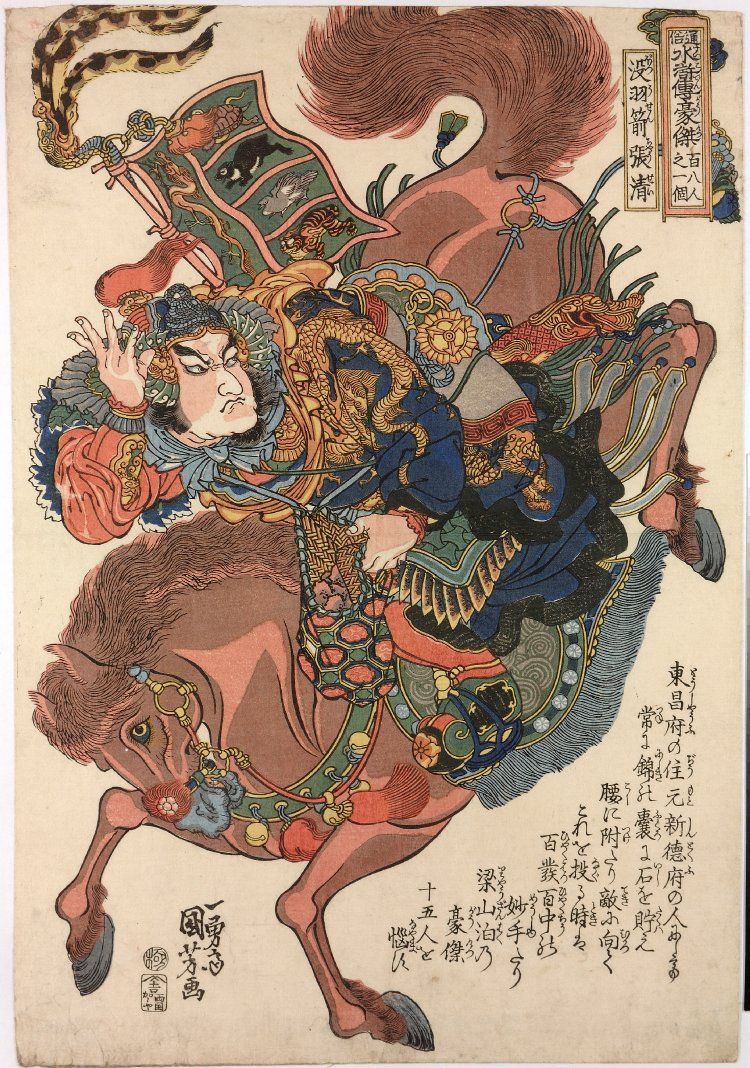
通俗水滸伝豪傑百八人之一個・没羽箭張清

## キャラクター概要
天捷星の生まれ変わりで、序列は梁山泊第十六位の好漢。渾名は没羽箭（ぼつうせん）で、石礫（いしつぶて）にあたる「羽の無い（没羽）矢（箭）」の意味であり、これは張清が石礫投げを得意としたことに由来。物語中によれば槍などの一般的な武芸は並の腕前とされる。

## 物語中での活躍
元は東昌府兵馬都監であり、梁山泊軍が攻めてきた時も副将の龔旺・丁得孫を従えて、得意の石礫投げで徐寧、燕順、韓滔、宣贊、呼延灼、劉唐、楊志、朱仝、雷横、関勝と並み居る好漢らを退けた。後に生け捕りにされ、紆余曲折の末に梁山泊の仲間入りする。
梁山泊に加わった後は騎兵軍八虎騎兼先鋒使を務め、主力の一人として活躍した。童貫戦では先鋒隊となって、龔旺・丁得孫を副将に従えて敵を牽制する。済州へ攻め寄せ、敵将のひとり周信を礫の餌食にした。高俅戦でも、敵将のひとり丘岳を礫で負傷させ、その戦意を挫いた。
朝廷帰順後の遼国戦では、檀州攻めで阿里奇を討ち取るが、玉田県攻めで天山勇の隠し矢を受けて負傷し、治療のために檀州に退いた。回復後に兀顔光との総決戦に加わり、混天象陣を破るため関勝・花栄と力を合わせて兀顔光を討ち取る。田虎征伐の時に、同じ石礫投げの名手である敵の女将・瓊英と出会い結ばれる。しかし、方臘征伐戦で董平と共に独松関を攻めた際、腕の負傷で逃げる董平を追う厲天閏の行く手を阻もうとして繰り出した槍が松の木に深々と突き刺さり、抜けなくなったところを厲天閏に突き殺された。